# Vulcana Circus
Vulcana Circus es una compañía de circo australiana, fundada en 1995 por la artista circense Antonella Casella, con sede en el West End de Brisbane. Fue creada con el objetivo de formar en las artes circenses a mujeres, mujeres trans y personas no binarias adultas, y a niños y adolescentes de todos los géneros. El nombre del grupo hace referencia a la famosa mujer forzuda británica, conocida por su nombre artístico, Vulcana.

## Trayectoria
Fue fundado en 1995 por Antonella Casella, artista circense enfocada en el circo social que también fue cofundadora de Rock n Roll Circus en 1987, que más adelante se conocería como Circa Contemporary Circus. Vulcana Circus trabaja en cuatro ejes principales dentro del concepto de circo social: "Vulcademy", una escuela de circo abierta a mujeres y personas trans y no binarias mayores de 18 años; "Vulcana Youth", una escuela de circo abierta a jóvenes de 5 a 18 años de todos los géneros; talleres de circo dentro de la comunidad, realizados en asociación con organizaciones comunitarias; y producciones de circo para el público. Con estos focos, ofrece formación en artes circenses a personas de todos los ámbitos sociales y proporciona oportunidades de desarrollo creativo y empoderamiento a las mujeres y a la comunidad del sureste de Queensland.
El grupo se inauguró con la producción de A Girl's Own Adventure, presentada en diciembre de 1995 en el Princess Theatre en Annerley, Brisbane. La segunda producción en 1996 fue Volt, una producción de bajo presupuesto para el Festival de Brisbane. En 1997, Casella y Gough dirigieron Life Blood en el Princess Theatre. Anna Yen y Casella codirigieron Fire in the Belly para el festival Shock of the New de La Boite Theatre en 1998. En 1999, Yen y Casella codirigieron Blissed Out, Distraught and Intoxicated..., que se presentó en el Princess y luego estuvo de gira en Adelaide para el Festival Fringe de 2000.
En 2000, la empresa se trasladó de su ubicación original en West End a la Brisbane Powerhouse, un centro comunitario de artes en New Farm, Queensland. El espectáculo I'd Rather be a Cyborg than a Goddess, dirigido por Therese Collie, fue parte de la inauguración del centro y estuvo de gira en el Festival de Circo Nacional en Mullumbimby y también tuvo lugar durante una semana en el ayuntamiento de Lismore, en Nueva Gales del Sur. En 2001, Yen dirigió Aviatrix, que se presentó en su sede, con Chelsea McGuffin como directora artística. Cravings, dirigida por Casella, se presentó en el Visy Theatre de la Brisbane Powerhouse en 2002.
Casella se reincorporó a Circus Oz, otra compañía circense de Australia, y en 2003 Celia White se convirtió en la nueva directora artística de Vulcana.
Bajo la dirección de White, en 2005 Vulcana, en asociación con Inala Wangarra, Kooemba Jdarra y Contact Inc, produjo Bungo the Money God, un espectáculo basado en la dramatización de una historia de Herb Wharton que se representó en la Brisbane Powerhouse por miembros de la comunidad de indígenas Inala, desde niños hasta ancianos, incluidos otros artistas ya establecidos de la comunidad.
White también dirigió las producciones Home Fictions en 2004 (espectáculo comunitario en asociación con Older Women's Network); Circus in a Tea Cup (2006) en asociación con Brisbane Domestic Violence Advocacy Service y la Qld Injecting Health Network; Strange Creatures (2006) con la comunidad de sordos de Brisbane y la comunidad del taller de Vulcana; Uncharted (2007) con inmigrantes africanos en asociación con MultiLink Settlement Services, SpeakOut y BEMAC; Sling Backs, High Heels and Sensible Shoes (2008) en asociación con Brisbane Domestic Violence Advocacy Service y la Women's Health Qld Wide.
Tras la partida de White a mediados de 2009, Penny Lowther asumió el cargo de directora artística en Vulcana. Lowther fue la fundadora del circo comunitario de mujeres Circus WOW (Women Of Wollongong) Nueva Gales del Sur, y contaba con experiencia en artes visuales y espectáculos callejeros. Algunos de los espectáculos de este periodo incluyeron Aperture, presentado en el Island Vibe Festival de North Stradbroke Island. Veronica Neave fue la directora artística desde 2010 hasta 2014, cuando White regresó al puesto de directora artística, de esta etapa destaca, la creación de 2011, Grave Effects of Notable Women, que fue representada en el Toowong Cemetery y que entre otras cosas, rinde homenaje a las mujeres relevantes allí enterradas.
En 2018, presentaron Invisible Things, que fue premiado en Anywhere Theatre Festival y As If No-One Is Watching. Vulcana Circus se mudó a un centro de circo y arte en Moringside en 2019. Un año después, inspiradas en las vivencias del confinamiento por la COVID-19, crearon el espectáculo Rear Vision, que presentaron en su nueva sede en 2020.
En 2021, crearon Cinemata Circus, bajo la dirección de White, un espectáculo que además, les permitió recaudar fondos para sus fines. Un año después, en 2022, estrenaron en el Anywhere Theatre Festival, Disappearing Acts, que mezcla circo, clown y magia, para contar una historia sobre la pérdida de la biodiversidad.
Fueron seleccionados por el Australian Cultural Fund en 2024, para participar en el ACF Boost Fund, un programa de subvenciones para seguir trabajando en su proyecto iniciado en 2006, Circus in a Tea Cup, en el que a través de colaboraciones con supervivientes de abusos domésticos muestran historias reales de recuperación y triunfo a partir de la experiencia de Vulcana en la creación de teatro transformador.
Es reconocida como una de las instituciones referentes de circo femenino en Australia a la par de Women's Circus.